# Dissmeryngodes anticus
Dissmeryngodes anticus là một loài ruồi trong họ Asilidae. Dissmeryngodes anticus được Wiedemann miêu tả năm 1828.